# Hans Vermeer
Hans J. Vermeer, nemški jezikoslovec in prevodoslovec, * 24. september 1930, Iserlohn, Nemčija, † 4. februar 2010, Heidelberg.
Vermeer je znan zlasti po vlogi, ki jo je odigral v prevodoslovju, saj je postavil teorijo skoposa.

## Življenje
Hans Vermeer se je rodil v Iserlohnu v Nemčiji. Na Univerzi v Heidelbergu (Nemčija) je študiral prevajalstvo na področju dveh jezikov, angleščine in španščine, iz česar je leta 1952 diplomiral. Leto kasneje je odšel na študentsko izmenjavo na Univerzo v Lizboni (Portugalska), kjer si je pridobil certifikat za poučevanje portugalščine in diplomiral tudi iz  prevajalstva za portugalščino; nato je iz tolmačenja in prevajanja (portugalščina) opravil tudi podiplomski študij. Kasneje je bil kot lektor in docent dejaven še na področju južnoazijskih jezikov (hindijščina in urdujščina). Leta 1962 je na heidelberški univerzi predstavil svojo disertacijo Adjektivische und verbale Farbausdrücke in den indogermanischen Sprachen mit ē-Verben : ein Beitrag zur Frage der Wortarten und zum Problem der Übersetzbarkeit. Ukvarjal se je tudi z izgradnjo centralnojužnoazijskih jezikov. Sicer pa je bil dejaven tudi na drugih področjih – študiral je tudi ekonomijo, splošno in primerjalno zgodovinsko jezikoslovje, romanske jezike in nemško literaturo.
Leta 2010 je Vermeer prejel častni doktorat Oddelka za prevajalstvo, lingvistiko in kulturne študije Univerze v Mainzu za svoj izjemen prispevek k oddelku.

## Dela
Hans Vermeer je izdal več kot 300 publikacij z mnogih področij (prevodoslovje, učenje tujih jezikov, portugalščina, primerjalna zgodovinska lingvistika, srednjeveška nemška literatura in indiologija). Pisal jih je v nemščini in angleščini. Nekaj njegovih pomembnejših del:
- Adjektivische und verbale Farbausdrücke in den indogermanischen Sprachen mit ē-Verben: ein Beitrag zur Frage der Wortarten und zum Problem der Übersetzbarkeit (1963)
- Untersuchungen zum Bau zentral-süd-asiatischer Sprachen (ein Beitrag zur Sprachbundfrage). Heidelberg, J. Groos, 1969
- Einführung in die linguistische Terminologie (1971)
- Allg. Sprachwissenschaft: eine Einführung (1972)
- Aufsätze zur Translationstheorie (1983)
- (skupaj s Katharino Reiß): Grundlegung einer allgemeinen Translationstheorie (1984)
- „Übersetzen als kultureller Transfer“ v Mary Snell-Hornby (Hrsg.): Übersetzungswissenschaft – eine Neuorientierung. Zur Integrierung von Theorie und Praxis, str. 30-53 (1986)
- Skopos und Translationsauftrag: Aufsätze (1990)
- Skizzen zu einer Geschichte der Translation (1991)
- „Wie lernt und lehrt man Translatorisch(-)?“ v Lebende Sprachen 38, str. 5-8 (1993)
- A skopos theory of translation (Some arguments for and against) (1996)
- Luhmann's "Social Systems" theory: preliminary fragments for a theory of translation (2006)
- Ausgewählte Vorträge zur Translation und anderen Themen – Selected Papers on Translation and other Subjects (2007)